# Les Nuits blanches (film)
Pour les articles homonymes, voir Nuit blanche.
Pour les articles homonymes, voir Les Nuits blanches et Nuit blanche.
Pour plus de détails, voir Fiche technique et Distribution.
Les Nuits blanches (Белые ночи) est un film soviétique réalisé par Ivan Pyriev, sorti en 1959,.

## Fiche technique
- Photographie : Valentin Pavlov
- Décors : Stalen Volkov
- Montage : M. Renkova